# Sphenella novaguineensis
Sphenella novaguineensis är en tvåvingeart som beskrevs av Hardy 1988. Sphenella novaguineensis ingår i släktet Sphenella och familjen borrflugor. Inga underarter finns listade i Catalogue of Life.